# Lubná (district de Kroměříž)
Pour les articles homonymes, voir Lubná.
Lubná (en allemand : Lubna) est une commune du district de Kroměříž, dans la région de Zlín, en République tchèque. Sa population s'élevait à 465 habitants en 2025.

## Géographie
Lubná se trouve à 8 km au sud du centre de Kroměříž, à 20 km à l'ouest de Zlín, à 58 km à l'est de Brno et à 234 km à l'est-sud-est de Prague.
La commune est limitée par Kroměříž et Bařice-Velké Těšany au nord, par Vrbka à l'est, par Halenkovice et Košíky au sud et par Kostelany à l'ouest.

## Histoire
La première mention écrite du village date de 1131.

## Transports
Par la route, Lubná se trouve à 10 km de Kroměříž, à 28 km de Zlín, à 74 km de Brno et à 280 km de Prague.